# Sh2-35
Sh2-35 (nota anche come RCW 151) è una grande nebulosa a emissione visibile nella costellazione del Sagittario.
Si individua nella parte nordoccidentale della costellazione, lungo il piano della Via Lattea; si estende per circa 20 minuti d'arco in direzione di un ricco campo stellare che appare in parte oscurato da dense nubi di polveri. Il periodo più indicato per la sua osservazione nel cielo serale ricade fra giugno e novembre; trovandosi a declinazioni moderatamente australi, la sua osservazione è facilitata dall'emisfero australe.
Si tratta di una grande regione H II situata sul braccio del Sagittario a una distanza stimata attorno ai 1700 parsec (5540 anni luce); appare come una lunga nube delimitata sul lato nordorientale da banchi di gas non illuminati e fa parte di un vasto complesso di nubi molecolari centrato sulla nebulosa LDN 291, legata alla piccola associazione OB Sagittarius OB7. Sh2-35 coincide con una struttura cava del diametro di 110 parsec, che si sarebbe originata dall'azione combinata del vento stellare delle sorgenti ionizzanti e dall'esplosione di alcune supernovae avvenuta circa 3 milioni di anni fa. Le responsabili della sua ionizzazione sarebbero una ventina di stelle giovani e calde. L'attività di formazione stellare è confermata dalla presenza della sorgente di radiazione infrarossa IRAS 18121-2016 e da alcune sorgenti di onde radio.